# Ronnie Burns
Ronald Jon "Ronnie" Burns (9 de julio de 1935 – 14 de noviembre de 2007) fue un actor televisivo estadounidense, recordado principalmente por ser el hijo de la pareja de humoristas y actores George Burns y Gracie Allen. 

## Biografía
Nacido en Evanston, Illinois, fue adoptado a los tres meses de edad. Su hermana mayor, Sandra Jean, también fue adoptada. A los 17 años de edad Ronnie se sumó al reparto del programa de sus padres, The George Burns and Gracie Allen Show, que se emitió entre 1950 y 1958. Posteriormente trabajó en The George Burns Show, en el que no actuaba Gracie Allen, ya retirada. Este programa fracasó, a pesar de la presencia de George, Ronnie y Sandra Burns, así como de la actuación de Bea Benaderet y Harry von Zell, quienes ya habían intervenido en el primer show.    
Burns protagonizó en 1960-1961 la serie de la NBC Happy, en la cual él y Yvonne Lime interpretaban a Chris y Sally Day, padres de un niño hablador.
La mejor actuación de Burns, sin acreditar, fue la de "Wallace" en el episodio Young at Heart, en la serie The Honeymooners, interpretada por Jackie Gleason. La carrera de Ronnie Burns no avanzó mucho más.
Ronnie Burns falleció a causa de un cáncer a los 72 años de edad en Los Ángeles, California. 